# Carlos Eduardo Bendini Giusti
Carlos Eduardo Bendini Giusti (São Paulo, 27 de abril de 1993) é um futebolista brasileiro que atua como zagueiro. Atualmente defende o Yokohama F. Marinos.

## Carreira
Eduardo começou a carreira no Metropolitano.

## Títulos
Kawasaki Frontale, yokowama marines
- Campeonato Japonês: 2017, 2018,2022